# Armazém
Armazém is een gemeente in de Braziliaanse deelstaat Santa Catarina. De gemeente telt 7.650 inwoners (schatting 2009).

## Aangrenzende gemeenten
De gemeente grenst aan Braço do Norte, Gravatal, Imaruí, Rio Fortuna en São Martinho.